# 我家的事
《我家的事》是一部在2025年上映的台灣家庭倫理片。由潘客印執導、鄭有傑監製，藍葦華、高伊玲、曾敬驊、黃珮琪、朱羿銘、姚淳耀等人領銜主演。

## 演員
- 藍葦華飾演 蕭順冬／阿冬(一家四口中的爸爸)
- 高伊玲飾演 陳勵秋／阿秋(一家四口中的媽媽)
- 黃珮琪飾演 蕭春琇 ／小春(一家四口中的姊姊)
- 曾敬驊飾演 蕭子夏／大夏仔(一家四口中的弟弟)
- 朱羿銘飾演 蕭子夏／小夏仔(一家四口中的弟弟)
- 姚淳耀飾演 阿淵(阿冬的同梯好友)

## 發行
本片於2025年9月12日在台灣上映。

## 獲獎
得獎

2024 第46屆優良電影劇本獎 特優劇本獎
2025 第 24 屆紐約亞洲影展 Uncaged競賽單元-最佳劇情片獎
2025 第27屆台北電影獎 最佳女主角、國際新導演競賽- 觀眾票選獎
2025 第20屆大阪亞洲影展 藥師真珠獎
入圍

2025 第27屆台北電影獎 最佳編劇、最佳男主角、最佳男配角、最佳新演員
2025 第27屆義大利烏迪內遠東國際影展 主競賽單元